# 穿牆人
《穿牆人》是台灣導演鴻鴻的第四部電影作品，受到行政院新聞局電影輔導金補助拍攝，於2007年上映，獲選為高雄電影節開幕片。電影劇本受到法國作家馬歇爾·埃梅的同名短篇小說啟發。

## 劇情
在不遠的未來，17歲的少年小鐵因為原本居住的城市受到大地震摧毀，因此和父母搬到新首都「實境城」；小鐵在偶然一次到博物館的校外教學，撿到一顆擁有穿越能力的石頭，並認識在博物館工作的諾諾。就在小鐵和諾諾感情發展越來越好之際，諾諾卻必須離開，只說她二十年後才會回來，並在寄給小鐵的電子郵件中，有一張她後面有「他方」路標的照片。小鐵為了尋找諾諾身在何處，利用石頭的能力前往「他方」，在那裡遇見了從小就被父親拋棄的盲女雅紅，才發現原來小鐵所在的世界是雅紅虛構出來的。

## 主要演員
- 張永政-小鐵
- 李佳穎-諾諾
- 路嘉欣-雅紅
- 李烈-小鐵母親
- 林文淇-小鐵父親
- 戴立忍-20年後的小鐵
- 商禽-國文老師

## 獎項
| 獎項               | 獎項                      | 受獎者                    | 階段／結果 |
| ------------------ | ------------------------- | ------------------------- | ---------- |
| 第9屆台北電影獎    | 百萬首獎                  | 穿牆人                    | 提名       |
| 第9屆台北電影獎    | 評審團特別獎              | 湯濰瑄、張耿華 (美術設計) | 獲獎       |
| 第9屆台北電影獎    | 特別推薦                  | 李佳穎                    | 獲獎       |
| 第20屆東京國際影展 | 亞洲之風單元:最佳亞洲電影 | 穿牆人                    | 提名       |

## 拍攝場景
- 紅毛港
- 國立故宮博物院
- 中都唐榮磚窯廠
- 七股鹽山

## 外部連結
- Yahoo奇摩電影上《穿牆人》的資料（繁體中文）
- MSN娛樂上《穿牆人》的資料（繁體中文）

- 開眼電影網上《穿牆人》的資料（繁體中文）
- 香港影庫上《穿牆人》的資料（繁體中文）
- 时光网上《穿牆人》的資料（简体中文）
- 豆瓣电影上《穿牆人》的資料 （简体中文）
- 爛番茄上《穿牆人》的資料（英文）
- AllMovie上《穿牆人》的资料（英文）
- 互联网电影数据库（IMDb）上《穿牆人》的资料（英文）